# カラナマック
カラナマック(Kala namak)は、硫黄刺激臭を持ち、インド亜大陸で用いられる窯焼きの岩塩である。Sulemani namak, bit noon, bire noon, bit loona, bit lobon, kala loon, sanchal, kala meeth, guma loon, or pada loon等の名前でも知られる。ヒマラヤ山脈周辺地域で採掘される岩塩から作られる。
塩化ナトリウムが主成分であるが、若干含まれているその他の成分が色と香りを与えている。香りは、主に硫黄成分に由来する。グリグ鉱（硫化鉄(II,III)）の存在により、茶桃色から暗紫色の半透明な結晶となる。粉末にすると、紫色から桃色に色が変わる。
アーユルヴェーダでは、その医学的効果が認識され、称賛されている。

## 作り方
カラナマック製造のための素材は、北インドのヒマラヤ山脈周辺の天然岩塩鉱山や、サンバル塩湖やディドワナの塩湖から製造された。
天然に生成する硫酸ナトリウムの一部を刺激性を持つ硫化水素と硫化ナトリウムに還元することで、ほぼ無色の原料から、暗い色の市販のカラナマックができる。そのため、生の塩を木炭と少量のミロバラン種子、ユカン、ターミナリアベリリカ、アラビアゴムモドキ樹皮、ナトロン等とともに密閉された陶器瓶に入れて窯か炉で24時間焼き、塩が溶融すると化学反応が起こる。冷えた塩は、販売まで熟成される。インド北部の特にハリヤーナー州ヒサール県においてこの方法で作られている。結晶は黒色であり、微細な粉末にすると、紫色になる。
伝統的には、不純物（少量の硫酸ナトリウム、硫酸水素ナトリウム、硫酸鉄(III)及び木炭）を含む堆積物を化学的に精製して作っていたが、純粋な食塩に必要な化合物を加えてから炉に入れて焼成することでも作ることができる。食塩と5-10%の炭酸ナトリウム、硫酸ナトリウム、いくらかの糖を還元的熱処理することによっても似たものが得られると言われている。

## 組成
カラナマックは、主な成分として塩化ナトリウムと、痕跡量の硫酸ナトリウム、硫酸水素ナトリウム、亜硫酸水素ナトリウム、硫化ナトリウム、硫化鉄(II)、硫化水素等を不純物として含んでいる。
塩化ナトリウムは塩味、硫化鉄は暗紫色、硫黄化合物はいくらかの旨味と独特の香りを与えている。硫化水素は香りに最も寄与している。また、酸性の亜硫酸塩、硫化物は、酸味を与えている。硫化水素は高濃度だと毒となるが、料理に使われるカラナマックに含まれる量はわずかであり、健康への影響は無視できる。

## 利用

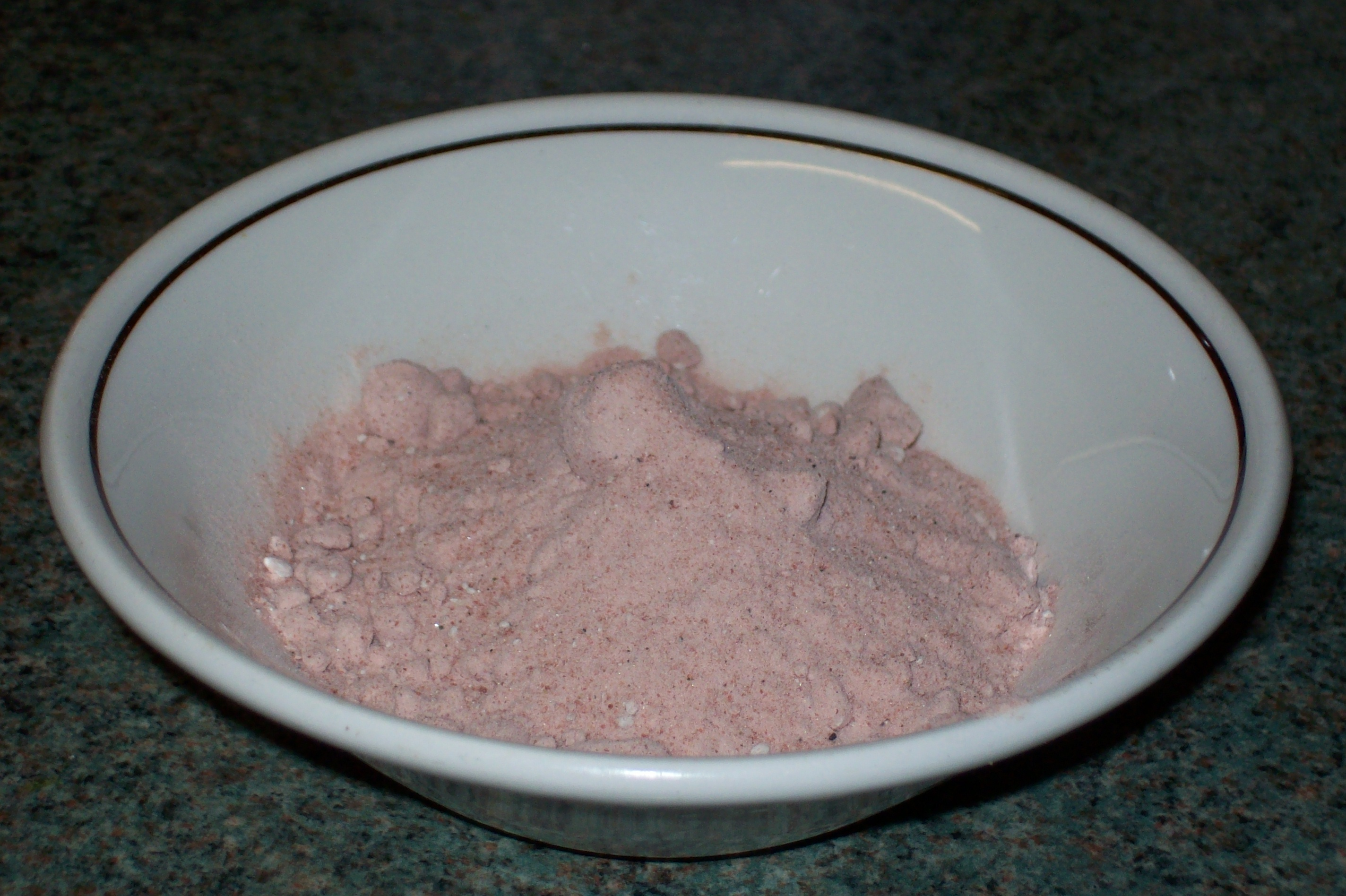
カラナマックの粉末

カラナマックは、インド、パキスタン、バングラデシュ、ネパール等の南アジア料理で調味料として用いられ、チャット、チャツネ、サラダ、果物、ライタやその他のスナック等に用いられる。南アジアのミックススパイスであるチャットマサラの独特な卵のような硫黄臭は、カラナマックのものである。慣れていない人の中には、屁に似た匂いと表現する人もいる。北インドやパキスタンでは、トッピングとして果物やスナックにかけて食べることもある。
ヴィーガンレシピの代用卵として、豆腐にかけて用いることもある。
アーユルヴェーダでは冷却用のスパイスと考えられ、瀉下薬や消化補助薬として用いられる。鼓腸や胸やけを抑えるのにも用いられる。ジャンムーでは、甲状腺腫の治療に用いられる。ヒステリーの治療に用いたり、他の鉱物や植物材料と混ぜて歯磨き粉にも用いられる。甲状腺腫やヒステリーの治療効果については疑わしいと考えられている。甲状腺腫は食物中のヨウ素欠乏で起こるため、塩にヨウ素が含まれていないと治癒しない。アメリカ合衆国では、アメリカ食品医薬品局がヒマラヤ岩塩を含むサプリメントを作る製造業者に対し、未証明の健康効果の主張を含む販促を中止するように警告している。